# Кудуру
Кудуру је назив за комаде камена, правоугаоног или дугуљастог облика, на коме су Касити остављали натписе који су се обично бавили питањима као што су решења о споровима око власништва над земљом, њива које су додељене као краљевски поклон, привилегије о ослобођењу дажбина и пореза и сл. Израз "кудуру" дословно значи граница. Многи од ископаних кудуруа веома су мали, око 50 центиметара. Кудуру су се држали на земљама о којима сведоче или у храмовима као гаранција власничких права над земљом. 